# Manganilvaïta
La manganilvaïta és un mineral de la classe dels silicats, que pertany al grup de la lawsonita. Rep el nom per la seva composició, sent l'anàleg de manganès de l'ilvaïta.

## Característiques
La manganilvaïta és un silicat de fórmula química CaFe2+Fe3+Mn2+(Si₂O₇)O(OH). Va ser aprovada com a espècie vàlida per l'Associació Mineralògica Internacional l'any 2002. Cristal·litza en el sistema monoclínic. La seva duresa a l'escala de Mohs oscil·la entre 5,5 i 6.
Segons la classificació de Nickel-Strunz, la manganilvaïta pertany a «09.BE - Estructures de sorosilicats, amb grups Si₂O₇, amb anions addicionals; cations en coordinació octaèdrica [6] i major coordinació» juntament amb els següents minerals: wadsleyita, hennomartinita, lawsonita, noelbensonita, itoigawaïta, ilvaïta, suolunita, jaffeïta, fresnoïta, baghdadita, burpalita, cuspidina, hiortdahlita, janhaugita, låvenita, niocalita, normandita, wöhlerita, hiortdahlita I, marianoïta, mosandrita, nacareniobsita-(Ce), götzenita, hainita, rosenbuschita, kochita, dovyrenita, baritolamprofil·lita, ericssonita, lamprofil·lita, ericssonita-2O, seidozerita, nabalamprofil·lita, grenmarita, schüllerita, lileyita, murmanita, epistolita, lomonossovita, vuonnemita, sobolevita, innelita, fosfoinnelita, yoshimuraïta, quadrufita, polifita, bornemanita, xkatulkalita, bafertisita, hejtmanita, bykovaïta, nechelyustovita, delindeïta, bussenita, jinshajiangita, perraultita, surkhobita, karnasurtita-(Ce), perrierita-(Ce), estronciochevkinita, chevkinita-(Ce), poliakovita-(Ce), rengeïta, matsubaraïta, dingdaohengita-(Ce), maoniupingita-(Ce), perrierita-(La), hezuolinita, fersmanita, belkovita, nasonita, kentrolita, melanotekita, til·leyita, kil·lalaïta, stavelotita-(La), biraïta-(Ce), cervandonita-(Ce) i batisivita.

## Formació i jaciments
Va ser descrita a partir de mostres obtingudes en dos indrets: els dipòsits de Mogilata i Osikovo, tots dos dins la mina Septemvri, a la província de Smolyan (Bulgària). També ha estat descrita a la mina Govedarnika, a la província de Plovdiv, també a Bulgària, a la mina Dessau (Buskerud, Noruega) i al comtat de Daye (Hubei, República Popular de la Xina).